# Piet Pelle

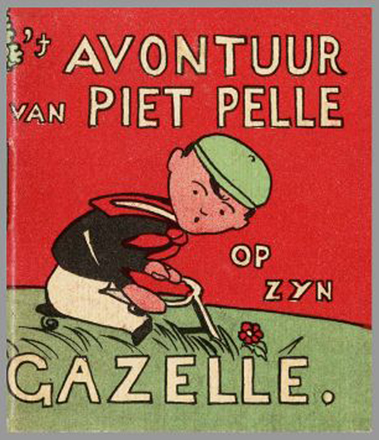
Buchcover von ’t Avontuur van Piet Pelle op zyn Gazelle aus dem Jahre 1912

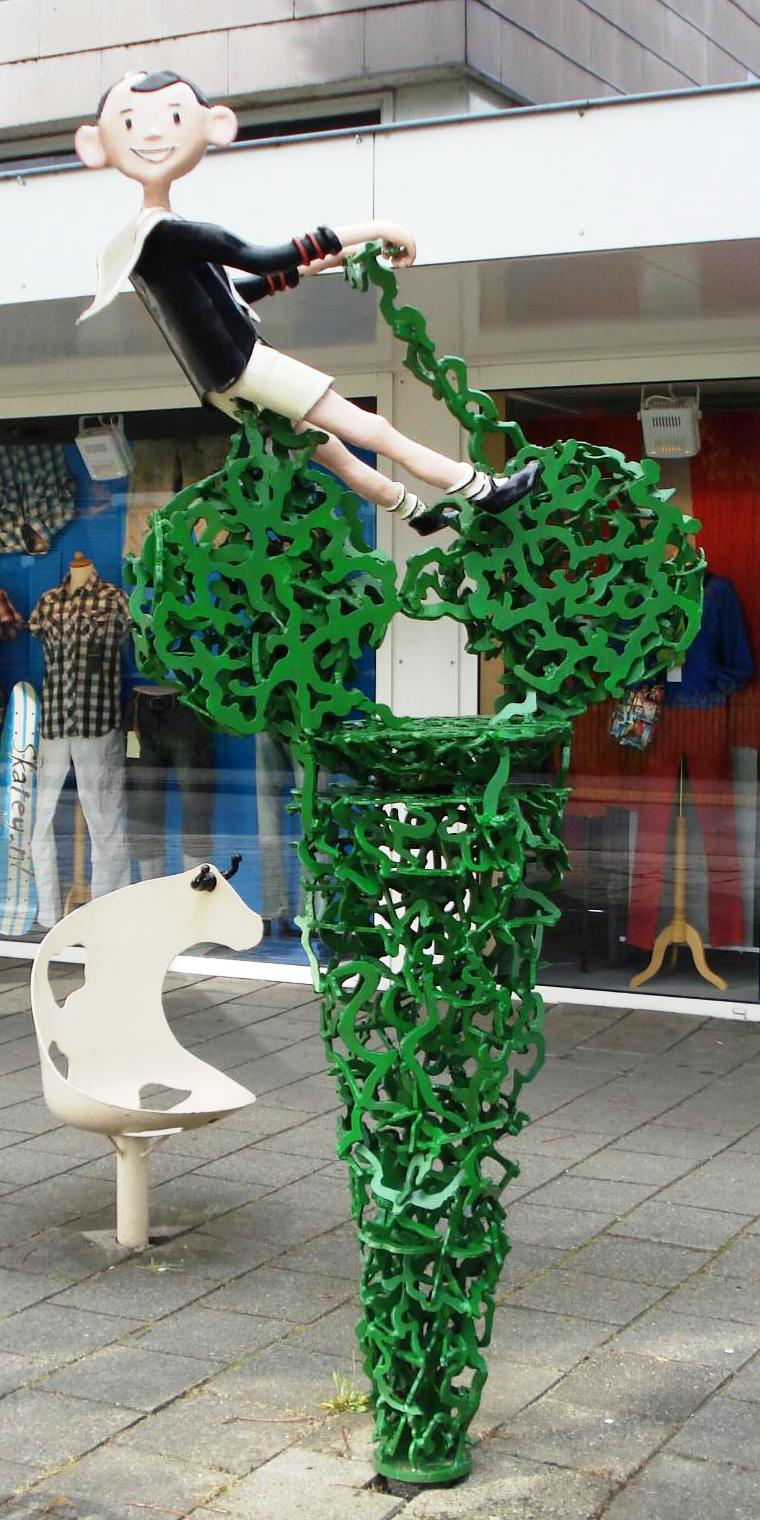
Denkmal für Piet Pelle in Dieren, dem Firmensitz von Gazelle

Piet Pelle ist die Hauptfigur im Werbecomic ’t Avontuur van Piet Pelle op zyn Gazelle (dt.: Das Abenteuer von Piet Pelle auf seinem Gazelle). Dieser wurde 1912 erstmals von dem Fahrradproduzenten Gazelle für Werbezwecke publiziert. Er gilt als der älteste Comicstrip der Niederlande.

## Geschichte

### Die erste Ausgabe
1912 beauftragten die Inhaber der Firma Gazelle, Willem Kölling und Rudolf Arentsen, den Haarlemer Künstler Ko Doncker, eine Werbefigur für ihre Marke zu entwerfen. Noch im selben Jahr kam ein Buch mit der Figur Piet Pelle heraus.
Das Buch trägt den Untertitel „ein künstlerisches Bilderbuch für Kinder von 8 bis 80“. Die Geschichte besteht aus 40 Bildern, die von den Abenteuern des kleinen Jungen Piet Pelle mit seinem Fahrrad Gazelle berichten, das er nach einer bestandenen Prüfung von seinem Vater geschenkt bekommt. Trotz einiger aufregender Erlebnisse kehren beide, Piet und sein Gazelle, schließlich heil nach Hause zurück. Das Buch wurde bei Binger in Amsterdam gedruckt, hatte einen festen Einband und war nahezu quadratisch, 8,5 mal 7,7 Zentimeter. Die Bilder waren in drei Farben gedruckt, in Schwarz, Grün und Rot. Der Text war in Reimform. Die erste Auflage umfasste 20.000 Exemplare, die zweite 5000. Die Büchlein wurden kostenlos bei Gazelle-Händlern ausgelegt, oder man konnte sie bei Kölling und Arentsen anfordern.
Piet Pelle wurde von der Verbandszeitschrift des Algemene Nederlandse Wielrijdersbond sowie in der Studentenzeitschrift Propria Curus begeistert aufgenommen, und auch bei den Kunden war die Geschichte ein voller Erfolg. 1913 beschloss Gazelle deshalb, Plakate mit einem Piet Pelle-Motiv drucken zu lassen, die die Händler in ihren Geschäften aufhängen konnten. Die dritte Auflage kam 1924 mit 175.000 Exemplaren heraus und wurde bei Friedrich Robert Emanuel Baensch in Magdeburg gedruckt, künstlerisch war bis 1953 der Grafiker André Vlaanderen zuständig; Doncker war 1917 verstorben. Vlaanderen lieferte die Bücher 1924 für 32,50 Gulden pro 1000 Exemplare aus, gleichzeitig wurden 250.000 neue Plakate gedruckt. Von 1923 bis zum Zweiten Weltkrieg kam jährlich eine neue Auflage von Piet Pelle heraus.
Zwischen 1928 und 1930 wurden zudem zwei Zeichentrickfilme mit Piet Pelle produziert, die von den Händlern in ihren Schaufenstern gezeigt wurden und zahlreiche Passanten anzogen. Zeitweilig waren die Menschenmengen vor den Läden so groß, dass die Vorführungen eingeschränkt wurden: So war es einem Gazelle-Händler in Groningen bis in die 1950er Jahre hinein untersagt, die Filme während des Berufsverkehrs zu zeigen.

### Ein moderner Piet
1960 wurde Piet „modernisiert“: Sein Vater bekam einen neuen Mantel, die Dampf- wurde durch eine Elektrolok und das alte Wandtelefon durch einen modernen Apparat ersetzt. Auch die Sprache wurde neuen Gepflogenheiten angepasst. Zudem wurde das Büchlein aus Kostengründen in einem anderen, gängigeren Format gedruckt. 1963, 51 Jahre nach dem ersten Erscheinen von ’t Avontuur van Piet Pelle op zyn Gazelle, wurde eine neue Geschichte publiziert: Piet Pelle’s ruimtereis (Piet Pelles Reise durch das All). Guus Boissevain zeichnete für die Illustrationen und Kees Stip für den Text verantwortlich, und im Jahr darauf kam ein weiteres Abenteuer, Piet Pelle, de schildpad en de haas (Piet Pelle, die Schildkröte und der Hase), heraus. Diese neuen Comics erreichten allerdings nie die Popularität der ursprünglichen Geschichte mit den Zeichnungen von Ko Doncker. Bis 1998 war Piet Pelle das offizielle „Maskottchen“ von Gazelle mit dem Werbeslogan: „Doe als Piet Pelle – kies ’n Gazelle“ („Mach’s wie Piet Pelle – wähl ein Gazelle“). Seit 2015 ist Piet Pelle die Werbefigur für Het nieuwe fietsplan, eine Kampagne von Gazelle für Elektrofahrräder.

## Rezeption
Piet Pelle genießt in den Niederlanden Kultstatus: Es gibt zahlreiche Produkte, vom Becher über den Schlips bis zum T-Shirt mit dem Piet Pelle-Motiv. Fans sammeln entsprechende Objekte, vor allem Original-Werbegegenstände von Gazelle.
Der Schriftsteller Jan Siebelink schildert in seinem Buch Pijn is genot aus dem Jahre 1992, wie er im Alter von neun Jahren frühmorgens zu einem Fahrradgeschäft lief, um dort ein Piet Pelle-Buch zu erhalten. Er war der erste, hinter dem sich bald eine lange Schlange bildete.

## Anekdoten
1924 erhielt die Werbeabteilung von Gazelle den Brief eines erbosten Vaters: Ähnlich wie Piet Pelle im Buch war dessen Sohn – allerdings absichtlich – mit seinem neuen Rad vor eine Mauer gefahren, und das Fahrrad war zerstört. „Natürlich“ erhielt das Kind ein neues Gazelle-Rad von dem Unternehmen geschenkt.
Im August 1963 veranstaltete das Unternehmen eine Werbeaktion mit einem Flugzeug an der niederländischen Küste entlang. Dabei fiel offensichtlich ein Mann aus großer Höhe ins Wasser, und die Küstenwache wurde alarmiert. Es stellte sich heraus, dass es sich bei dem „Mann“ um eine große Figur von Piet Pelle aus Nylon handelte.

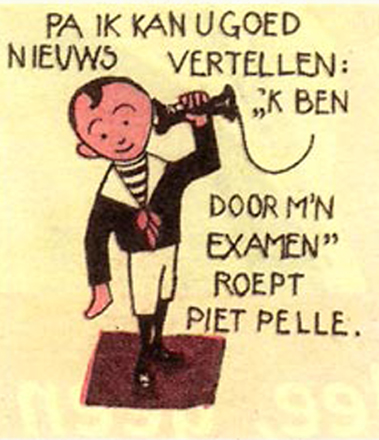
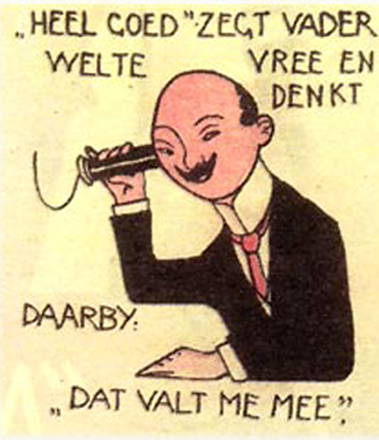